# Världscupen i alpin skidåkning 1993/1994
Världscupen i alpin skidåkning 1993/1994 startade 30 oktober 1993 i Sölden och avslutades i Vail den 20 mars 1994. Totala världscupen vanns av Kjetil Andre Aamodt och Vreni Schneider. Den 29 januari föll Ulrike Maier i störtloppet i Garmisch-Partenkirchen, bröt nacken och avled kort därefter på sjukhus.

## Tävlingskalender

### Herrar

#### Störtlopp
| Datum            | Ort                              | Etta                         | Tvåa                                                    | Trea                                        |
| ---------------- | -------------------------------- | ---------------------------- | ------------------------------------------------------- | ------------------------------------------- |
| 17 december 1993 | Val Gardena (Italien)            | Markus Foser (Liechtenstein) | Werner Franz (Österrike)                                | Marc Girardelli (Luxemburg)                 |
| 17 december 1993 | Val Gardena (Italien)            | Patrick Ortlieb (Österrike)  | Daniel Mahrer (Schweiz)                                 | Jean-Luc Crétier (Frankrike)                |
| 29 december 1993 | Bormio (Italien)                 | Hannes Trinkl (Österrike)    | Marc Girardelli (Luxemburg)                             | Tommy Moe (USA)                             |
| 6 januari 1994   | Saalbach-Hinterglemm (Österrike) | Ed Podivinsky (Kanada)       | Cary Mullen (Kanada)                                    | Atle Skårdal (Norge)                        |
| 15 januari 1994  | Kitzbühel (Österrike)            | Patrick Ortlieb (Österrike)  | Marc Girardelli (Luxemburg)                             | William Besse (Schweiz)                     |
| 22 januari 1994  | Wengen (Schweiz)                 | William Besse (Schweiz)      | Marc Girardelli (Luxemburg) Peter Runggaldier (Italien) |                                             |
| 29 januari 1994  | Chamonix (Frankrike)             | Kjetil André Aamodt (Norge)  | Jean-Luc Crétier (Frankrike)                            | Hannes Trinkl (Österrike)                   |
| 4 mars 1994      | Aspen (USA)                      | Hannes Trinkl (Österrike)    | Cary Mullen (Kanada)                                    | Marc Girardelli (Luxemburg)                 |
| 5 mars 1994      | Aspen (USA)                      | Cary Mullen (Kanada)         | Atle Skårdal (Norge)                                    | Pietro Vitalini (Italien)                   |
| 12 mars 1994     | Whistler (Kanada)                | Atle Skårdal (Norge)         | Hannes Trinkl (Österrike)                               | Tommy Moe (USA)                             |
| 16 mars 1994     | Vail (USA)                       | William Besse (Schweiz)      | Hannes Trinkl (Österrike)                               | Tommy Moe (USA) Patrick Ortlieb (Österrike) |

#### Super-G
| Datum            | Ort                     | Etta                        | Tvåa                        | Trea                        |
| ---------------- | ----------------------- | --------------------------- | --------------------------- | --------------------------- |
| 12 december 1993 | Val d’Isère (Frankrike) | Günther Mader (Österrike)   | Kjetil André Aamodt (Norge) | Tommy Moe (USA)             |
| 22 december 1993 | Lech (Österrike)        | Hannes Trinkl (Österrike)   | Werner Perathoner (Italien) | Armin Assinger (Österrike)  |
| 23 januari 1994  | Wengen (Schweiz)        | Marc Girardelli (Luxemburg) | Jan Einar Thorsen (Norge)   | Atle Skårdal (Norge)        |
| 13 mars 1994     | Whistler (Kanada)       | Tommy Moe (USA)             | Marc Girardelli (Luxemburg) | Werner Perathoner (Italien) |
| 17 mars 1994     | Vail (USA)              | Jan Einar Thorsen (Norge)   | Lasse Kjus (Norge)          | Hans Knauß (Österrike)      |

#### Storslalom
| Datum            | Ort                       | Etta                        | Tvåa                         | Trea                           |
| ---------------- | ------------------------- | --------------------------- | ---------------------------- | ------------------------------ |
| 30 oktober 1993  | Sölden (Österrike)        | Franck Piccard (Frankrike)  | Fredrik Nyberg (Sverige)     | Kjetil André Aamodt (Norge)    |
| 27 november 1993 | Park City (USA)           | Günther Mader (Österrike)   | Alberto Tomba (Italien)      | Kjetil André Aamodt (Norge)    |
| 13 december 1993 | Val d’Isère (Frankrike)   | Christian Mayer (Österrike) | Tobias Barnerssoi (Tyskland) | Michael von Grünigen (Schweiz) |
| 19 december 1993 | Alta Badia (Italien)      | Steve Locher (Schweiz)      | Alberto Tomba (Italien)      | Christian Mayer (Österrike)    |
| 8 januari 1994   | Kranjska Gora (Slovenien) | Fredrik Nyberg (Sverige)    | Matteo Belfrond (Italien)    | Tobias Barnerssoi (Tyskland)   |
| 11 januari 1994  | Hinterstoder (Österrike)  | Kjetil André Aamodt (Norge) | Christian Mayer (Österrike)  | Richard Kröll (Österrike)      |
| 18 januari 1994  | Crans-Montana (Schweiz)   | Jan Einar Thorsen (Norge)   | Mitja Kunc (Slovenien)       | Rainer Salzgeber (Österrike)   |
| 6 mars 1994      | Aspen (USA)               | Fredrik Nyberg (Sverige)    | Christian Mayer (Österrike)  | Matteo Belfrond (Italien)      |
| 19 mars 1994     | Vail (USA)                | Kjetil André Aamodt (Norge) | Christian Mayer (Österrike)  | Steve Locher (Schweiz)         |

#### Slalom
| Datum            | Ort                               | Etta                             | Tvåa                             | Trea                                             |
| ---------------- | --------------------------------- | -------------------------------- | -------------------------------- | ------------------------------------------------ |
| 28 november 1993 | Park City (USA)                   | Thomas Stangassinger (Österrike) | Jure Košir (Slovenien)           | Finn Christian Jagge (Norge)                     |
| 5 december 1993  | Stoneham (Kanada)                 | Alberto Tomba (Italien)          | Thomas Stangassinger (Österrike) | Jure Košir (Slovenien)                           |
| 14 december 1993 | Sestriere (Italien)               | Alberto Tomba (Italien)          | Thomas Stangassinger (Österrike) | Ole Kristian Furuseth (Norge)                    |
| 20 december 1993 | Madonna di Campiglio (Italien)    | Jure Košir (Slovenien)           | Alberto Tomba (Italien)          | Finn Christian Jagge (Norge)                     |
| 9 januari 1994   | Kranjska Gora (Slovenien)         | Finn Christian Jagge (Norge)     | Ole Kristian Furuseth (Norge)    | Thomas Fogdö (Sverige)                           |
| 16 januari 1994  | Kitzbühel (Österrike)             | Thomas Stangassinger (Österrike) | Thomas Sykora (Österrike)        | Alberto Tomba (Italien)                          |
| 30 januari 1994  | Chamonix (Frankrike)              | Alberto Tomba (Italien)          | Thomas Fogdö (Sverige)           | Jure Košir (Slovenien) Thomas Sykora (Österrike) |
| 6 februari 1994  | Garmisch-Partenkirchen (Tyskland) | Alberto Tomba (Italien)          | Thomas Fogdö (Sverige)           | Thomas Sykora (Österrike)                        |

#### Alpin kombination
| Datum              | Ort                   | Etta                        | Tvåa                        | Trea                                   |
| ------------------ | --------------------- | --------------------------- | --------------------------- | -------------------------------------- |
| 15-16 januari 1994 | Kitzbühel (Österrike) | Lasse Kjus (Norge)          | Kjetil André Aamodt (Norge) | Günther Mader (Österrike)              |
| 29-30 januari 1994 | Chamonix (Frankrike)  | Kjetil André Aamodt (Norge) | Lasse Kjus (Norge)          | Harald Christian Strand Nilsen (Norge) |

### Damer

#### Störtlopp
| Datum            | Ort                                | Etta                       | Tvåa                           | Trea                      |
| ---------------- | ---------------------------------- | -------------------------- | ------------------------------ | ------------------------- |
| 4 december 1993  | Tignes (Frankrike)                 | Kate Pace (Kanada)         | Katja Seizinger (Tyskland)     | Regina Häusl (Tyskland)   |
| 18 december 1993 | Sankt Anton am Arlberg (Österrike) | Anja Haas (Österrike)      | Renate Götschl (Österrike)     | Emi Kawabata (Japan)      |
| 14 januari 1994  | Cortina d’Ampezzo (Italien)        | Katja Seizinger (Tyskland) | Veronika Wallinger (Österrike) | Kate Pace (Kanada)        |
| 29 januari 1994  | Garmisch-Partenkirchen (Tyskland)  | Isolde Kostner (Italien)   | Mélanie Suchet (Frankrike)     | Michelle Ruthven (Kanada) |
| 4 februari 1994  | Sierra Nevada (Spanien)            | Hilary Lindh (USA)         | Mélanie Suchet (Frankrike)     | Isolde Kostner (Italien)  |
| 6 mars 1994      | Whistler (Kanada)                  | Katja Seizinger (Tyskland) | Pernilla Wiberg (Sverige)      | Michelle Ruthven (Kanada) |
| 16 mars 1994     | Vail (USA)                         | Katja Seizinger (Tyskland) | Kate Pace (Kanada)             | Vreni Schneider (Schweiz) |

#### Super-G
| Datum            | Ort                         | Etta                                                | Tvåa                       | Trea                           |
| ---------------- | --------------------------- | --------------------------------------------------- | -------------------------- | ------------------------------ |
| 22 december 1993 | Flachau (Österrike)         | Katja Koren (Slovenien)                             | Bibiana Perez (Italien)    | Katja Seizinger (Tyskland)     |
| 15 januari 1994  | Cortina d’Ampezzo (Italien) | Katja Seizinger (Tyskland)                          | Ulrike Maier (Österrike)   | Kerrin Lee-Gartner (Kanada)    |
| 17 januari 1994  | Cortina d’Ampezzo (Italien) | Alenka Dovžan (Slovenien) Pernilla Wiberg (Sverige) |                            | Ulrike Maier (Österrike)       |
| 6 februari 1994  | Sierra Nevada (Spanien)     | Hilde Gerg (Tyskland)                               | Isolde Kostner (Italien)   | Katharina Gutensohn (Tyskland) |
| 9 mars 1994      | Mammoth Mountain (USA)      | Katja Seizinger (Tyskland)                          | Bibiana Perez (Italien)    | Hilde Gerg (Tyskland)          |
| 17 mars 1994     | Vail (USA)                  | Diann Roffe (USA)                                   | Katja Seizinger (Tyskland) | Anita Wachter (Österrike)      |

#### Storslalom
| Datum            | Ort                         | Etta                         | Tvåa                                 | Trea                       |
| ---------------- | --------------------------- | ---------------------------- | ------------------------------------ | -------------------------- |
| 31 oktober 1993  | Sölden (Österrike)          | Anita Wachter (Österrike)    | Sophie Lefranc-Duvillard (Frankrike) | Carole Merle (Frankrike)   |
| 26 november 1993 | Santa Caterina (Italien)    | Anita Wachter (Österrike)    | Vreni Schneider (Schweiz)            | Ulrike Maier (Österrike)   |
| 27 november 1993 | Santa Caterina (Italien)    | Ulrike Maier (Österrike)     | Anita Wachter (Österrike)            | Pernilla Wiberg (Sverige)  |
| 5 december 1993  | Tignes (Frankrike)          | Deborah Compagnoni (Italien) | Anita Wachter (Österrike)            | Pernilla Wiberg (Sverige)  |
| 11 december 1993 | Veysonnaz (Schweiz)         | Deborah Compagnoni (Italien) | Martina Ertl (Tyskland)              | Vreni Schneider (Schweiz)  |
| 5 januari 1994   | Morzine (Frankrike)         | Deborah Compagnoni (Italien) | Anita Wachter (Österrike)            | Heidi Voelker (USA)        |
| 16 januari 1994  | Cortina d’Ampezzo (Italien) | Anita Wachter (Österrike)    | Deborah Compagnoni (Italien)         | Leila Piccard (Frankrike)  |
| 21 januari 1994  | Maribor (Slovenien)         | Ulrike Maier (Österrike)     | Vreni Schneider (Schweiz)            | Katja Seizinger (Tyskland) |
| 19 mars 1994     | Vail (USA)                  | Martina Ertl (Tyskland)      | Vreni Schneider (Schweiz)            | Anne Berge (Norge)         |

#### Slalom
| Datum            | Ort                                | Etta                      | Tvåa                      | Trea                             |
| ---------------- | ---------------------------------- | ------------------------- | ------------------------- | -------------------------------- |
| 28 november 1993 | Santa Caterina (Italien)           | Vreni Schneider (Schweiz) | Anita Wachter (Österrike) | Urška Hrovat (Slovenien)         |
| 12 december 1993 | Veysonnaz (Schweiz)                | Pernilla Wiberg (Sverige) | Morena Gallizio (Italien) | Christine von Grünigen (Schweiz) |
| 19 december 1993 | Sankt Anton am Arlberg (Österrike) | Vreni Schneider (Schweiz) | Pernilla Wiberg (Sverige) | Kristina Andersson (Sverige)     |
| 6 januari 1994   | Morzine (Frankrike)                | Pernilla Wiberg (Sverige) | Vreni Schneider (Schweiz) | Patricia Chauvet (Frankrike)     |
| 9 januari 1994   | Altenmarkt (Österrike)             | Vreni Schneider (Schweiz) | Pernilla Wiberg (Sverige) | Béatrice Filliol (Frankrike)     |
| 22 januari 1994  | Maribor (Slovenien)                | Urška Hrovat (Slovenien)  | Vreni Schneider (Schweiz) | Marianne Kjørstad (Norge)        |
| 23 januari 1994  | Maribor (Slovenien)                | Vreni Schneider (Schweiz) | Pernilla Wiberg (Sverige) | Urška Hrovat (Slovenien)         |
| 5 februari 1994  | Sierra Nevada (Spanien)            | Vreni Schneider (Schweiz) | Pernilla Wiberg (Sverige) | Deborah Compagnoni (Italien)     |
| 10 mars 1994     | Mammoth Mountain (USA)             | Vreni Schneider (Schweiz) | Katja Koren (Slovenien)   | Martina Ertl (Tyskland)          |
| 20 mars 1994     | Vail (USA)                         | Vreni Schneider (Schweiz) | Katja Koren (Slovenien)   | Martina Ertl (Tyskland)          |

#### Alpin kombination
| Datum               | Ort                                | Etta                       | Tvåa                      | Trea                    |
| ------------------- | ---------------------------------- | -------------------------- | ------------------------- | ----------------------- |
| 18-19 december 1993 | Sankt Anton am Arlberg (Österrike) | Renate Götschl (Österrike) | Pernilla Wiberg (Sverige) | Bibiana Perez (Italien) |
| 5-6 februari 1994   | Sierre Nevada (Spanien)            | Pernilla Wiberg (Sverige)  | Vreni Schneider (Schweiz) | Bibiana Perez (Italien) |

## Slutplacering damer
| Placering | Namn               | Land      | Total Poäng | Störtlopp | Super G | Storslalom | Slalom | Kombination |
| --------- | ------------------ | --------- | ----------- | --------- | ------- | ---------- | ------ | ----------- |
| 1         | Vreni Schneider    | Schweiz   | 1656        | 112       | 88      | 516        | 860    | 80          |
| 2         | Pernilla Wiberg    | Sverige   | 1343        | 136       | 189     | 218        | 620    | 180         |
| 3         | Katja Seizinger    | Tyskland  | 1195        | 482       | 416     | 258        | 13     | 26          |
| 4         | Anita Wachter      | Österrike | 1057        | 0         | 157     | 635        | 215    | 50          |
| 5         | Martina Ertl       | Tyskland  | 943         | 92        | 129     | 360        | 312    | 50          |
| 6         | Deborah Compagnoni | Italien   | 841         | 0         | 91      | 515        | 195    | 40          |
| 7         | Ulrike Maier       | Österrike | 711         | 22        | 160     | 432        | 52     | 45          |
| 8         | Bibiana Perez      | Italien   | 667         | 132       | 266     | 22         | 127    | 120         |
| 9         | Marianne Kjørstad  | Norge     | 570         | 0         | 57      | 218        | 279    | 16          |
| 10        | Urška Hrovat       | Slovenien | 523         | 0         | 0       | 137        | 386    | 0           |

## Slutplacering herrar
| Placering | Namn                | Land      | Total Poäng | Störtlopp | Super G | Storslalom | Slalom | Kombination |
| --------- | ------------------- | --------- | ----------- | --------- | ------- | ---------- | ------ | ----------- |
| 1         | Kjetil André Aamodt | Norge     | 1392        | 296       | 207     | 494        | 215    | 180         |
| 2         | Marc Girardelli     | Luxemburg | 1007        | 556       | 275     | 122        | 54     | 0           |
| 3         | Alberto Tomba       | Italien   | 822         | 0         | 0       | 282        | 540    | 0           |
| 4         | Günther Mader       | Österrike | 820         | 65        | 202     | 295        | 176    | 82          |
| 5         | Hannes Trinkl       | Österrike | 701         | 536       | 165     | 0          | 0      | 0           |
| 6         | Jan Einar Thorsen   | Norge     | 657         | 86        | 280     | 291        | 0      | 0           |
| 7         | Lasse Kjus          | Norge     | 651         | 83        | 194     | 76         | 118    | 180         |
| 8         | Tommy Moe           | USA       | 650         | 308       | 242     | 0          | 0      | 100         |
| 9         | Atle Skårdal        | Norge     | 641         | 399       | 202     | 0          | 0      | 40          |
| 10        | Cary Mullen         | Kanada    | 535         | 461       | 74      | 0          | 0      | 0           |